# Mohammad Saifuddin
Mohammad Saifuddin (bengalisch মোহাম্মদ সাইফুদ্দিন; * 1. November 1996 in Feni, Bangladesch) ist ein bangladeschischer Cricketspieler, der seit 2017 für die bangladeschische Nationalmannschaft spielt.

## Kindheit und Ausbildung
Aufgewachsen in Feni im Südosten des Landes, wo sein Vater nicht davon begeistert war, dass Saifuddin Cricketspieler werden wollte. Nachdem er von einem Nachbarn ermutigt wurde, ging er dennoch zu den Trials für die Altersgruppen-Mannschaften. Nachdem er zunächst gescheitert war, wurde er 2010 in die regionale U15-Mannschaft aufgenommen. Im Jahr 2013 wurde er in die U19-Nationalmannschaft aufgenommen und konnte dort in den folgenden Jahren gute Leistungen erbringen. Er war Teil des bangladeschischen Teams bei der ICC U19-Cricket-Weltmeisterschaft 2016. Er besuchte das Feni College, wo er Rechnungswesen studierte.

## Aktive Karriere
Sein First-Class-Debüt gab er im Jahr 2014. Während der Dhaka Premier League 2015/16 wurde er von den Schiedsrichtern aufgrund einer verdächtigen Bowlingtechnik gemeldet, wurde jedoch später freigetestet. Im April 2017 wurde er in die Nationalmannschaft berufen. Dabei gab er sein Debüt im Twenty20-Cricket in Sri Lanka. Im Oktober gab er dann in Südafrika auch sein Twenty20-Debüt. Zunächst spielte er nur vereinzelte Spiele im Nationalteam. Im Oktober 2018 erzielte er in der ODI-Serie gegen Simbabwe ein Fifty über 50 Runs und 3 Wickets für 45 Runs als Bowler. Im folgenden Februar erhielt er einen zentralen Vertrag mit dem bangladeschischen Verband. Im Sommer 2019 war er Teil des bangladeschischen Teams beim Cricket World Cup 2019. Dort gelangen ihm beim Sieg gegen die West Indies 3 Wickets für 59 Runs. Gegen Indien konnte er dann ein Half-Century über 51* Runs erzielen. Im letzten Spiel der Vorrunde gegen Pakistan folgten dann noch einmal 3 Wickets für 77 Runs. Nach dem Turnier erzielte er bei einem heimischen Drei-Nationen-Turnier gegen Afghanistan 4 Wickets für 33 Runs. Daraufhin zog er sich eine Rückenverletzung zu und musste daraufhin mehrere Wochen aussetzen. Im März 2020 erreichte er dann bei der ODI-Serie gegen Simbabwe ein Mal drei (3/22) und ein Mal vier (4/41) Wickets.
Nach der Unterbrechung auf Grund der COVID-19-Pandemie erreichte er gegen die West Indies im Januar 2021 3 Wickets für 51 Runs. Im Sommer erreichte er dann 3 Wickets für 87 Runs in der ODI-Serie in Simbabwe. In der Vorbereitung für die nächste Weltmeisterschaft erreichte er dann im August gegen Australien 3 Wickets für 12 Runs. Beim ICC Men’s T20 World Cup 2021 war seine beste Leistung dann 2 Wickets für 21 Runs gegen Papua-Neuguinea. Jedoch musste er das Turnier abbrechen, nachdem seine Rückenverletzung wieder aufbrach. Während des folgenden Jahres kam er kaum zum Einsatz, auch da die Rückenverletzung ihn weiter zurückhielt. Zwar wurde er vor dem ICC Men’s T20 World Cup 2022 wieder eingesetzt und für das Turnier nominiert, jedoch noch vor der Austragung durch Shoriful Islam ersetzt.